# Colobothea assimilis
Colobothea assimilis es una especie de escarabajo longicornio del género Colobothea,  subfamilia Lamiinae. Fue descrita científicamente por Aurivillius en 1902.
Se distribuye por Bolivia, Colombia y Perú. Mide 11-14 milímetros de longitud. El período de vuelo ocurre en los meses de enero, marzo, mayo, junio, agosto, octubre, noviembre y diciembre.